# گلالک (بخش مرکزی اندیکا)
گلالک یک روستا در ایران است که در دهستان قلعه خواجه واقع شده‌است. گلالک ۶۹ نفر جمعیت دارد.